# Rajon Schabinka

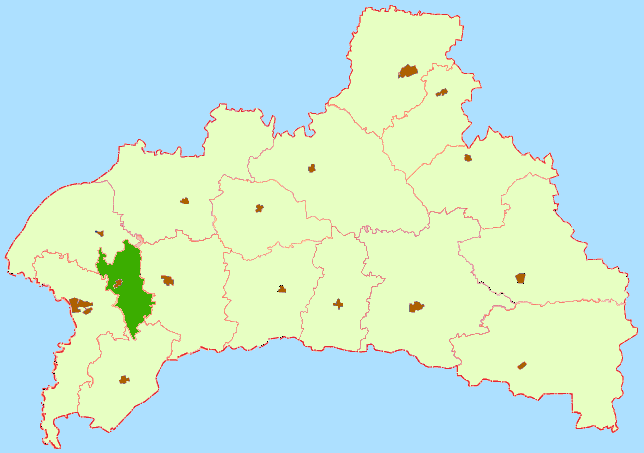
Rajon Kamjanez, Karte

Der Rajon Schabinka (belarussisch Жабінкаўскі раён; russisch Жабинковский район) ist eine Verwaltungseinheit im Westen der Breszkaja Woblasz in Belarus. Der Rajon umfasst 98 Ortschaften und ist in 8 Selsawets gegliedert. Das administrative Zentrum ist die Stadt Schabinka.

## Geographie
Der Rajon Schabinka liegt im Westen der Breszkaja Woblasz. Die Nachbarrajone in der Breszkaja Woblasz sind im Norden Kamjanez, im Osten Kobryn, im Süden Malaryta und im Westen Brest.